# 立川義明
立川 義明（たてかわ よしあき、1918年11月3日 - 2017年2月）は、日本の彫刻家。

## 略歴
長野県諏訪市出身。宮大工立川和四郎の末裔で、父は立川義清。彫刻師だった祖母や父の影響で彫刻家を志す。長野県諏訪中学校（現・長野県諏訪清陵高等学校・附属中学校）を経て、東京美術学校（現・東京藝術大学）彫刻科卒業。藤井浩佑に師事。日展や日彫展を中心に数多くの作品を発表した。1978年第一回日展会員賞受賞。日展審査員、日展評議員、日展参与などを務めた。東京都荒川区西日暮里に在住し、アトリエを構えていた（藤井浩佑の屋敷跡）。

## 代表作
- 『窩』
- 『求心』
- 『寓話』
- 『環』
- 『誕生』
- 『アップルエンジェル』

## パブリック・コレクション
- 茅野市美術館
- 諏訪市美術館
- 佐久市立近代美術館